# ブオンヴィチーノ
ブオンヴィチーノ（イタリア語: Buonvicino）は、イタリア共和国カラブリア州コゼンツァ県にある、人口約2,200人の基礎自治体（コムーネ）。

## 地理

### 位置・広がり

#### 隣接コムーネ
隣接するコムーネは以下の通り。
- ベルヴェデーレ・マリッティモ
- ディアマンテ
- グリゾリーア
- マイエラ
- モッタフォッローネ
- サン・ソスティ
- サンターガタ・ディ・エーザロ